# Bisbat d'Ondjiva
El Bisbat d'Ondjiva (portuguès: Diocese de Ondjiva; llatí: Dioecesis Ondiivana) és una seu de l'Església Catòlica a Angola, sufragània de l'arquebisbat de Lubango. El 2013 tenia 602.098 batejats al voltant de 962.000 habitants. Actualment és dirigida pel bisbe Pio Hipunyati.

## Territori
La diòcesi comprèn la província de Cunene a Angola. La seu episcopal és la ciutat d'Ondjiva, on s'hi troba la catedral de Nossa Senhora das Vitórias. Està subdividida en 14 parròquies.

## Història
La diòcesi de Pereira de Eça fou erigida el 10 d'agost de 1975 amb la butlla Quoniam apprime del papa Pau VI, aplegant el seu territori de la diòcesi de Sá da Bandeira (avui arquebisbat de Lubango). Originàriament era sufragani de l'arquebisbat de Luanda.
El 3 de febrer de 1977va entrar a formar part de la província eclesiàstica de l'arxidiòcesi de Lubango.
El 16 de maig de 1979 va assumir el nom actual. Fins al 1986 la diòcesi va estar cedida en administració apostòlica als arquebisbes de Lubango.

## Cronologia dels bisbes
- Eurico Dias Nogueira (10 agost 1975 - 3 febrer 1977 nomenat arquebisbe de Braga) (administrador apostòlic)
- Alexandre do Nascimento (3 febrer 1977 - 16 febrer 1986 nomenat arquebisbe de Luanda) (administrador apostòlic)
- Fernando Guimarães Kevanu (16 febrer 1986 - 30 gener 1988 nomenat bisbe d'Ondjiva) (administrador apostòlic)
- Fernando Guimarães Kevanu (30 gener 1988 - 23 novembre 2011 retirat)
- Pio Hipunyati, des del 23 novembre 2011

## Estadístiques
A finals del 2013, la diòcesi tenia 602.098 batejats sobre una població de 962.000 persones, equivalent al 62,6% del total.
| any  | població | població | població | sacerdots | sacerdots       | sacerdots       | sacerdots             | diaques | religiosos | religiosos | parròquies |
| ---- | -------- | -------- | -------- | --------- | --------------- | --------------- | --------------------- | ------- | ---------- | ---------- | ---------- |
| any  | batejats | total    | %        | total     | clergat secular | clergat regular | batejats por sacerdot | diaques | homes      | dones      |            |
| 1980 | 37.800   | 164.000  | 23,0     | 8         | 7               | 1               | 4.725                 |         | 1          | 18         | 8          |
| 1990 | 165.000  | 215.000  | 76,7     | 3         | 2               | 1               | 55.000                |         | 1          | 10         | 9          |
| 1999 | 496.015  | 673.000  | 73,7     | 10        | 7               | 3               | 49.601                |         | 4          | 33         | 6          |
| 2000 | 552.027  | 790.458  | 69,8     | 11        | 7               | 4               | 50.184                |         | 5          | 38         | 4          |
| 2001 | 500.334  | 790.458  | 63,3     | 10        | 5               | 5               | 50.033                |         | 6          | 33         | 4          |
| 2002 | 519.893  | 790.558  | 65,8     | 9         | 5               | 4               | 57.765                |         | 5          | 32         | 4          |
| 2003 | 534.823  | 805.558  | 66,4     | 9         | 7               | 2               | 59.424                |         | 3          | 35         | 14         |
| 2004 | 541.668  | 812.381  | 66,7     | 16        | 12              | 4               | 33.854                |         | 5          | 38         | 14         |
| 2013 | 602.098  | 962.000  | 62,6     | 28        | 25              | 3               | 21.503                |         | 5          | 55         | 14         |